# Aspergillus ostianus
Aspergillus ostianus är en svampart som beskrevs av Wehmer 1897. Aspergillus ostianus ingår i släktet Aspergillus och familjen Trichocomaceae.   Inga underarter finns listade i Catalogue of Life.